# 오더메이드
오더메이드(オーダーメイド 오다메이도[*])는 RADWIMPS의 메이져 6번째, 통산 9번째 싱글이다. RADWIMPS가 오리콘 싱글 차트에서 처음으로 1위를 기록한 작품이다.

## 수록곡
1. 오더메이드 (オーダーメイド 오다메이도[*])
2. 구노네 (グーの音)